# NGC 4358
NGC 4358 (również PGC 40309 lub UGC 7479) – galaktyka soczewkowata (S0), znajdująca się w gwiazdozbiorze Wielkiej Niedźwiedzicy. Odkrył ją William Herschel 17 kwietnia 1789 roku.
Galaktyka ta jest często błędnie nazywana NGC 4362 lub NGC 4364. Np. w bazie SIMBAD galaktyka ta nosi oznaczenie NGC 4364, zaś pod nazwą NGC 4358 została tam skatalogowana galaktyka PGC 40314. Ta różna identyfikacja w różnych źródłach wynika z trudności w ustaleniu, które galaktyki William Herschel obserwował tamtej nocy – skatalogował on wtedy trzy obiekty, lecz obecnie uważa się, że zaobserwował tylko dwa.